# J2ers (藝員)
J2ers是22位香港無綫電視J2台的35歲以下年青藝員的稱呼。在2022年6月17日「J2再出世」的活動內正式公佈。監製團隊將以汰弱留強的原則選擇節目主持。 

## 活動

### J2 女神「戀Love Love」
J2社交平台於2023年2月14日中午12時起直至晚上10時，每小時上載2位J2女神錄製的男友視角片段，名為「做你一日女友，好無？」，12位J2女神輪流大講肉麻情話。

### J2 DSE 應援團
由J2ers男隊長李爾晨及女隊長何泳芍發起的DSE學生打氣活動。全體J2ers於2023年4月20日下午6點，以「J2ers應援團」的身份,於個人社交平台，展示其中學時期學生相，分享當年應考秘聞及趣事，並以過來人身分，提供應考貼士及放鬆秘訣，最後各自再標籤三位朋友加入打氣團，務求帶起雪球效應。

## J2ers名單
| 女藝員 | 女藝員  | 女藝員 | 女藝員 |
| ------ | ------- | ------ | ------ |
| 胡美貽 | 林沚羿  | 何泳芍 | 伍韻婷 |
| 黃紫恩 | 葉靖儀  | 胡敏芝 | 倪嘉雯 |
| 黃嘉雯 | 陳欣茵* | 陳若思 | 廖慧儀 |
| 男藝員 |         |        |        |
| 施焯日 | 布樂文  | 林俊其 | 李爾晨 |
|        | 譚焯升* | 吳兆麟 | 陳國麟 |
| 蔡景行 | 馮子亮  |        |        |

- 標示為已離開